# St Aloysius Church (Glasgow)

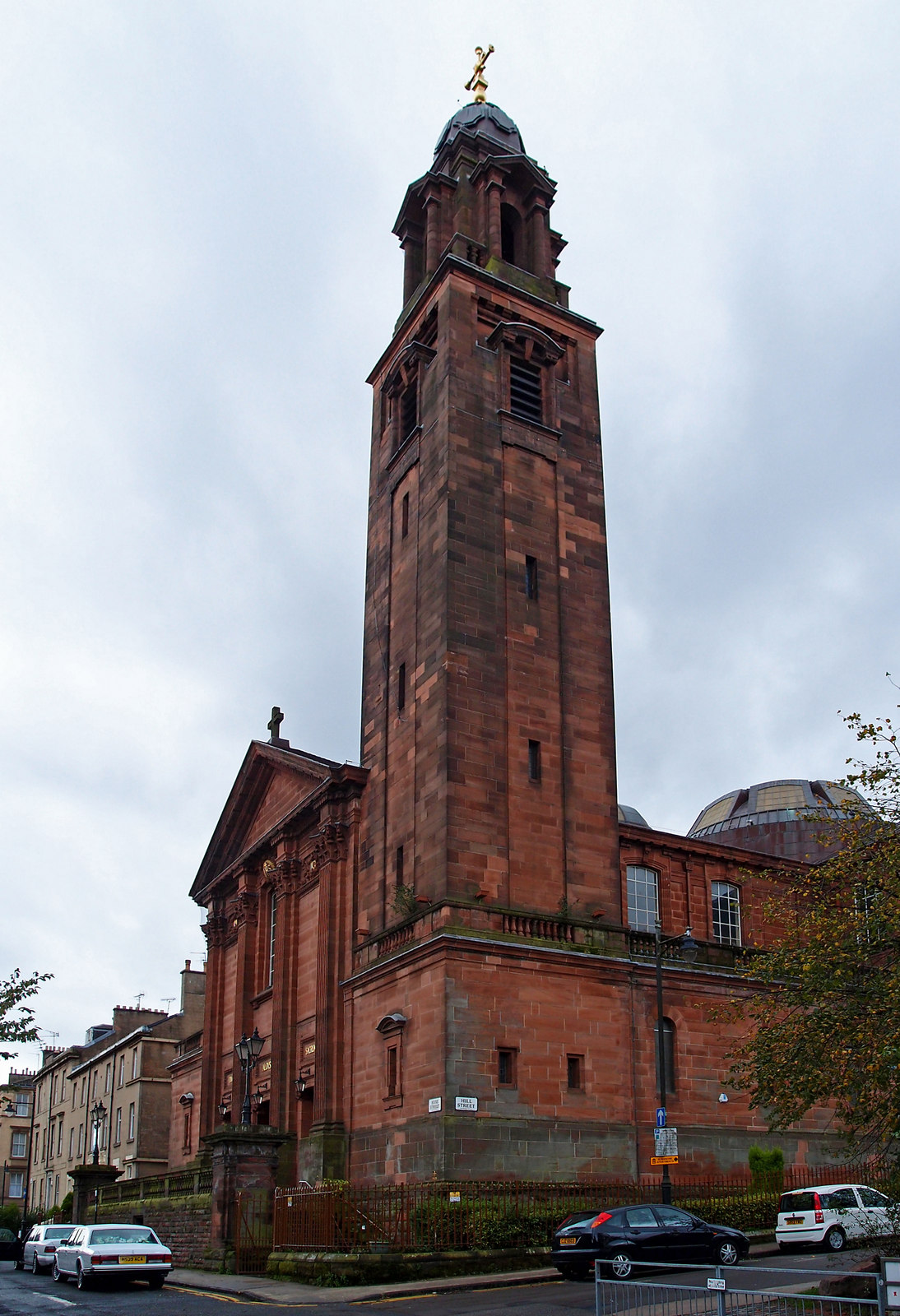
St Aloysius Church

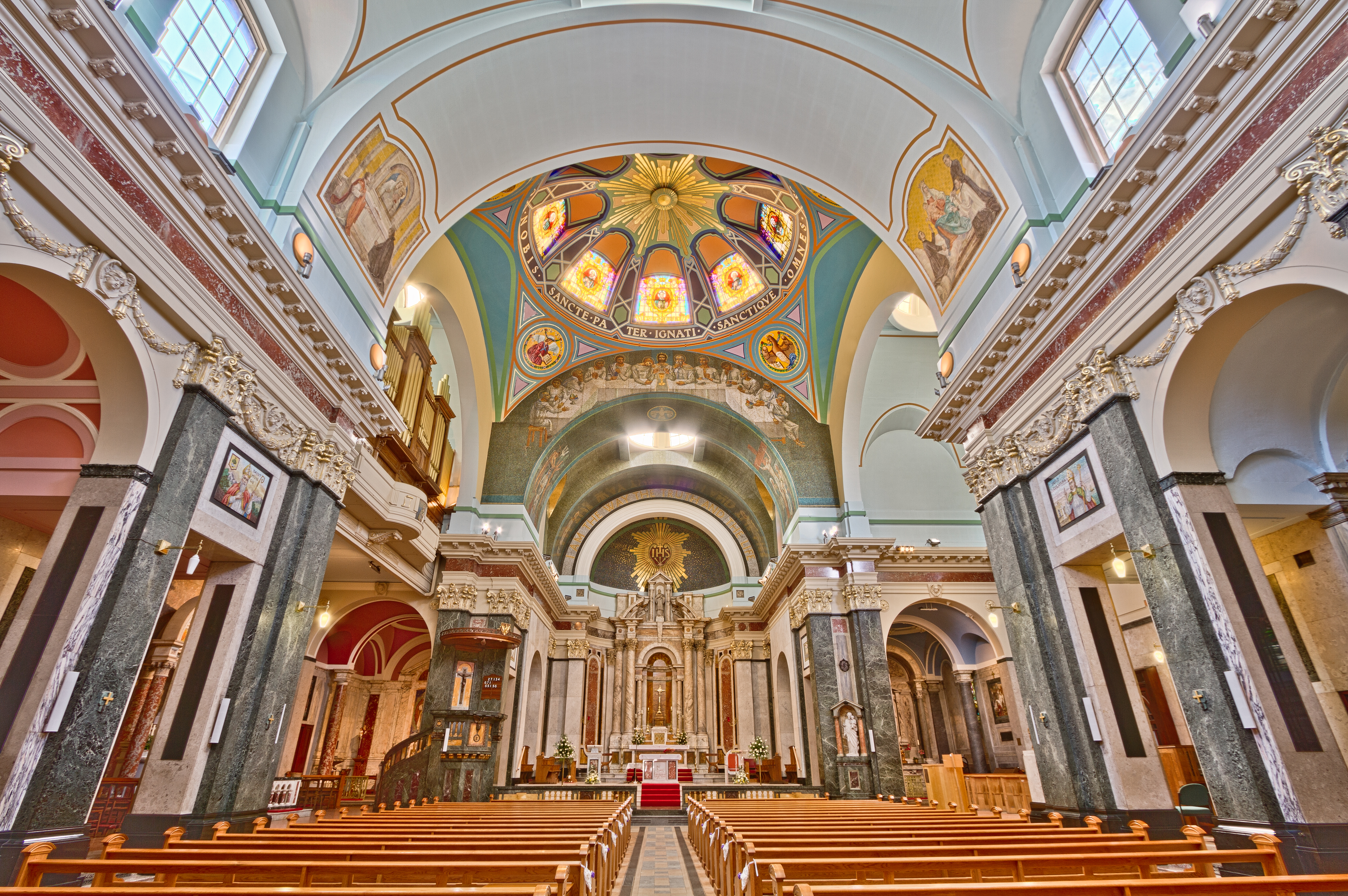
Innenraum der Kirche

Die St Aloysius Church ist ein römisch-katholisches, jesuitisches Kirchengebäude in der schottischen Stadt Glasgow. 1970 wurde das Bauwerk in die schottischen Denkmallisten zunächst in der Kategorie B aufgenommen. Die Hochstufung in die höchste Denkmalkategorie A erfolgte 1988.

## Geschichte
Die Kirchengemeinde entstand in den 1850er Jahren in Glasgow. In den 1860er Jahren erwarb sie Ländereien in Garnethill, damals ein gehobener Vorort Glasgow. Das ursprüngliche Vorhaben zur Einrichtung eines Kollegiatstifts wurde zunächst nicht angegangen. Als 1866 ein bestehendes Kollegiatstift in der Umgebung zum Verkauf stand, übernahm es die Gemeinde. In einem dortigen Raum wurden auch die ersten Gottesdienste abgehalten.
Mit dem Bau der heutigen St Aloysius Church wurde 1908 mit der Grundsteinlegung und Segnung durch John Maguire, Erzbischof von Glasgow, begonnen. Den Entwurf lieferte der belgischstämmige Architekt Charles Ménart. Am 6. Februar 1910 waren die Arbeiten abgeschlossen. Die Errichtung des Glockenturms dauerte noch bis zum 30. März desselben Jahres an.

## Beschreibung
Die St Aloysius Church steht im Nordwesten des Glasgower Stadtzentrum an der Kreuzung zwischen der Hill Street und der Rose Street. Sie gehört zu den frühesten britischen Kirchen, zu deren Bau Stahlbeton verwendet wurde.
Der neobarocke Bau weist Parallelen zur Architektur der Kathedrale von Namur auf. Die beiden Eingangsportale an den beiden Straßenseiten sind mit je vier kolossalen korinthischen Pilastern gestaltet. Die Fenster oberhalb beider Portale schließen mit elliptischen Bögen. Der Eingangsbereich entlang der Rose Street besteht aus drei Türen. Plaketten oberhalb der Türen tragen die Inschrift „DIVO ALOYSIO SACRUM“. Markant ist der Glockenturm an der Nordostseite. Seine Fenster bekrönen segmentbögige Gesimse. Der oberste Turmabschnitt ist allseitig mit offenen Ädikulä gestaltet. Der Turm schließt mit einer Kuppel mit goldener Kugel und Kreuz.